# Льодовикова шліфовка

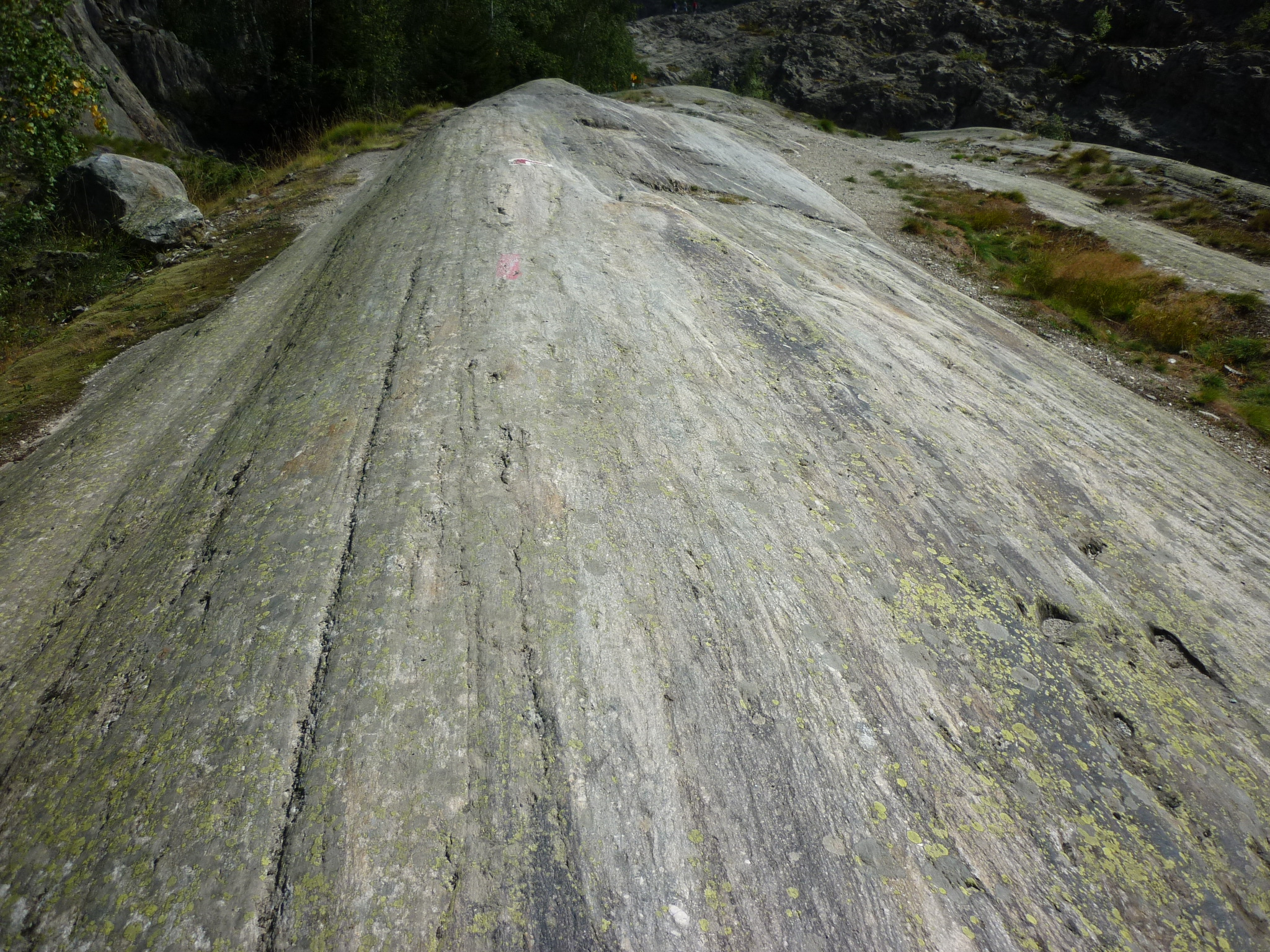
Льодовикова шліфовка

Льодовикова шліфовка (рос. ледниковая шлифовка, англ. glacial polish, нім. Glazialschliff m) — процес обточування (шліфування) поверхні гірських порід рухомим льодовиком за допомогою моренного матеріалу, який ним переноситься.